# Кальви-дель-Умбрия
Кальви-дель-Умбрия (итал. Calvi dell'Umbria) — коммуна в Италии, находится в регионе Умбрия, в провинции Терни.
Население составляет 1844 человека (2008), плотность населения составляет 40 чел./км². Занимает площадь 46 км². Почтовый индекс — 5032. Телефонный код — 0744.
Покровителем коммуны почитается святой Панкратий Римский, празднование 12 мая.

## Демография
Динамика населения:

## Администрация коммуны
- Официальный сайт: https://web.archive.org/web/20100410054627/http://www.comunecalvidellumbria.tr.it/